# Miłoradzice
Miłoradzice – wieś w Polsce położona w województwie dolnośląskim, w powiecie lubińskim, w gminie Lubin.

## Podział administracyjny
W latach 1945–1954 siedziba gminy Miłoradzice. W latach 1954–1968 wieś należała i była siedzibą władz gromady Miłoradzice, po jej zniesieniu w gromadzie Lipiny. W latach 1975–1998 miejscowość administracyjnie należała do województwa legnickiego.

## Zabytki
Do wojewódzkiego rejestru zabytków wpisane są:
- kościół parafialny pw. Świętej Trójcy, z XV-XIX w.
- cmentarz przykościelny, z XIII w.
- park dworski

Na miejscowym cmentarzu zostali pochowani, m.in.: ks. prof. Józef Myśków i Wiktor Wróbel.